# Meloe otini
Meloe otini là một loài bọ cánh cứng trong họ Meloidae. Loài này được Peyerimhoff miêu tả khoa học năm 1949.